# Szolnoki VSC
A Szolnoki VSC, vagy szponzorált nevén Szolnoki Dózsa-KÖZGÉP magyar vízilabdacsapat. A klubot Szolnoki MÁV néven Pilczer Sándor alapította 1921-ben.
Magyarország legsikeresebb vidéki vízilabda-egyesülete, a 2020–21-es idényig tízszer nyerte meg a magyar bajnokságot, és hatszor hódította el a Magyar Kupát.

## Csapatnevek
- 1920–1950: Szolnoki MÁV
- 1950–1973: Szolnoki Dózsa
- 1974–1976: Vízügy-Dózsa
- 1977–1992 :Szolnoki Vízügy SE
- –2005: Szolnoki VSC
- 2005–2011: Szolnoki Főiskola VSC
- 2011–: Szolnoki Dózsa

## Története
A 2011–2012-es szezonban Szolnoki Dózsa-KÖZGÉP néven szerepelt csapat 1950-ben jutott be az OB I-es bajnokságra. Rögtön, a felkerülése után négy évvel, már a bajnoki dobogón álltak. Az akkori nevén Vízügy SE, majd Szolnoki Dózsa, hat alkalommal nyert magyar bajnokságot. Köztük a legjobb Kanizsa Tivadar volt, aki emellett 2 alkalommal nyert olimpiát.
2017. május 27-én a Szolnoki Dózsa-KÖZGÉP a Jug Dubrovnik elleni 10:5-ös győzelmével a klub fennállásának legnagyobb sikerét aratva megnyerte a Bajnokok Ligáját.
2017. november 4-én a Komjádi-uszodában rendezett LEN-szuperkupa mérkőzésen 6–6-os döntetlent követően büntetőkkel legyőzték a LEN-kupa győztes Ferencvárost és történetük során először elhódították a kupát. A 2020-2021-es szezonban a csapat megnyerte a LEN-Európa-kupát a döntőben az Orvosegyetem SC-t legyőzve. A szezon végén ugyancsak az OSC-t felülmúlva bajnoki címet nyert a csapat.

## Sikerei

### Hazai
- Magyar bajnok (10): 1954, 1957, 1958, 1959, 1961, 1964, 2015, 2016, 2017, 2021
- Magyar Kupa-győztes (6): 1966, 1968, 1985, 2014, 2016, 2017
- Magyar férfi vízilabda szuperkupa győztes: 2016, 2017

Helyezések a bajnokságban:
| Évad      | Helyezés       | Hivatalos név            | legjobb góllövő                 | legjobb góllövő | legjobb góllövő |
| 2020/21   | 1              | Szolnoki Dózsa           | Filip Filipović                 | 83              |                 |
| 2019/20   | nincs helyezés | Szolnoki Dózsa           |                                 |                 |                 |
| 2018/19   | 3              | Szolnoki Dózsa           |                                 |                 |                 |
| 2017/2018 | 2              | Szolnoki Dózsa           | Andrija Prlainović              | 56              | 5               |
| 2016/2017 | 1              | Szolnoki Dózsa-KÖZGÉP    | Varga Dénes                     | 87              | 1               |
| 2015/2016 | 1              | Szolnoki Dózsa-KÖZGÉP    | Varga Dénes                     | 57              | 3               |
| 2014/2015 | 1              | Szolnoki Dózsa-KÖZGÉP    | Varga Dénes                     | 71              | 2               |
| 2013/2014 | 2              | Szolnoki Dózsa-KÖZGÉP    | Hosnyánszky Norbert             | 56              | 11              |
| 2012/2013 | 2              | Szolnoki Dózsa-KÖZGÉP    | Hosnyánszky Norbert             | 49              | 14              |
| 2011/2012 | 6              | Szolnoki Dózsa-KÖZGÉP    | Negrean Tiberiu, Pásztor Mátyás | 42              | 16-17           |
| 2010/2011 | 5              | Szolnoki Főiskola-KÖZGÉP | Pásztor Mátyás                  | 54              | 11              |
| 2009/2010 | 6              | Szolnoki Főiskola-KÖZGÉP | Pásztor Mátyás                  | 34              | 17              |
| 2008/2009 | 10             | Szolnoki Főiskola-KÖZGÉP | Hangay Róbert                   | 44              | 13              |

### Nemzetközi
- LEN-bajnokok ligája
  - 1. hely (1): 2016–17
- LEN-szuperkupa
  - 1. hely (1): 2017
- LEN-Európa-kupa
  - 1. hely (1): 2020–21

## Keret
2019–20-es szezon
| №  | Nemzetiség | Játékos                   | Születési idő                  | Poszt          | L/R |
| 1  | HUN        | Nagy Viktor               | 1984. július 24. (40 éves)     | Kapus          |     |
| 2  | HUN        | Angyal Dániel             | 1992. március 29. (32 éves)    | Bekk           |     |
| 3  | HUN        | Bátori Bence              | 1991. december 28. (33 éves)   | Szélső, átlövő |     |
| 4  | HUN        | Schmölcz Norman           | 2000. január 29. (25 éves)     | Szélső, átlövő |     |
| 5  | HUN        | Szatmári Kristóf József   | 1997. január 6. (28 éves)      | Szélső         |     |
| 6  | HUN        | Szeghalmi Zsombor Levente | 2002. szeptember 4. (22 éves)  | Szélső         |     |
| 7  | HUN        | Kovács Milán              | 2002. március 14. (23 éves)    |                |     |
| 8  | SRB        | Viktor Rašović            | 1993. augusztus 13. (31 éves)  | Szélső, átlövő |     |
| 9  | SRB        | Andrija Prlainović        | 1987. április 28. (37 éves)    | Átlövő         |     |
| 10 | SRB        | Đorđe Lazić               | 1996. május 19. (28 éves)      | Center         |     |
| 11 | HUN        | Kis Gábor                 | 1982. szeptember 27. (42 éves) | Center         |     |
| 12 | HUN        | Teleki András             | 1998. július 15. (26 éves)     | Center         |     |
| 13 | HUN        | Jansik Dávid              | 1991. február 28. (34 éves)    | Bekk           |     |
| 14 | HUN        | Kardos Gergely            | 1995. szeptember 1. (29 éves)  | Kapus          |     |
| 15 | SRB        | Milan Aleksić             | 1986. május 13. (38 éves)      | Átlövő         |     |
| 16 | HUN        | Hörömpő Botond            | 2002. február 22. (23 éves)    | Kapus          |     |
| 15 | HUN        | Bodoróczki Tamás          | 2001. március 26. (23 éves)    |                |     |
| 15 | HUN        | Pethe István              | 2001. február 23. (24 éves)    |                |     |

| Szakmai stáb | Szakmai stáb  |
| ------------ | ------------- |
| Vezetőedző   | Živko Gocić   |
| Másodedző    | Hangay Zoltán |

### Átigazolások(2018-19)
| Érkezők: - Angyal Dániel (ZF-Eger-től) - Teleki András (Rari Nantes Savona-tól) - Đorđe Lazić (VK Partizan-tól) - Viktor Rašović (VK Jug Dubrovnik-tól) - Szatmári Kristóf József (PVSK-Mecsek Füszért-től) | Távozók: - Aaron Younger (FTC Telekom Waterpolo-hoz) - Mezei Tamás (FTC Telekom Waterpolo-hoz) - Fülöp Bence (Budapesti Honvéd SE-hez) - Hangay Zoltán (Visszavonult) - Živko Gocić (Visszavonult) - Miloš Ćuk (HAVK Mladost Zagreb-hoz) |

## Vezetőedzők
- Rajki Lajos (1953)
- Vértesy József (1953)[6]
- Földes László (1954–1955)[7]
- Goór István (1956–1959)[8]
- Vértesy József (1960)[9]
- Czapkó Miklós (1961–1965)[10]
- Kanizsa Tivadar (1965–1975)[11]
- Urbán Lajos (1976)[12]
- Bartalis István (1977–1979)[13]
- Urbán Lajos (1980)[14]
- Babarczy Roland (1981–1987)[15]
- Mayer Mihály (1987–1989)[16]
- id. Hasznos István mb. (1987)
- Goór István mb. (1987)[17]
- id. Cseh Sándor (1989–1993)[18]
- Wolf Péter (1993–1994)[19]
- Urbán Lajos (1994–1995)[20]
- Merész András (1995–1997)[21]
- Varga József (1997–1999)[22]
- Mohi Zoltán (1999–2000)[23]
- Urbán Lajos (2001–2003)[24]
- ifj. Hasznos István (2003–2004)[25]
- Lukács Dénes (2003–2008)[26]
- ifj. Cseh Sándor (2008–2018)[27]
- Živko Gocić (2018–2022)
- Hangay Zoltán (2022–)[28]